# コンコルディア神殿
座標: 北緯41度53分35秒 東経12度29分03秒 / 北緯41.89293度 東経12.484245度
コンコルディア神殿（英語: Temple of Concord、ラテン語: Aedes Concordiae）は、ローマ神話の和合の女神コンコルディアを祭った神殿で、フォルム・ロマヌムの西端にあった。長い間ローマ市民同士が争う時代の後、紀元前4世紀に平和への誓いをこめて建設された。その後も何度も破壊と再建を繰り返し、最後に再建されたのは紀元7年から紀元10年のローマ皇帝アウグストゥスの治世下で、ティベリウスが行ったことが大プリニウスの『博物誌』に記されている。1450年ごろ完全に崩壊し、石灰窯として使われ、大理石は建材に流用された。

## 歴史
文献によれば、紀元前367年マルクス・フリウス・カミルスがパトリキとプレブスの和解を記念して建てた(リキニウス・セクスティウス法制定)。ただし、最初の建設時期については議論もある。
紀元前304年、アッピウス・クラウディウス・カエクスの書記で解放奴隷のグナエウス・フラウィウスがコンコルド神殿を奉献したことが記録されている。
ティベリウス・グラックス暗殺後の紀元前121年、コンスル（執政官）ルキウス・オピミウスが再建した。キケロが4回目のカティリナ弾劾演説を行ったのもこの場所で、ファウストゥス・コルネリウス・スッラが再建した元老院議事堂が壊された紀元前44年からしばらく、元老院の定例会議に利用された。
紀元10年、ティベリウスが同じ場所に神殿を奉献しており、以前より幅が広くなっているが、考古学的調査から恐らくオピミウス時代のものの再建だと考えられている。ティベリウスは紀元12年にも再奉献したと見られている。この再建では大理石を豊富に使い、装飾も豪華にし、ティベリウス自身が保有していたギリシアの絵画や彫刻などの美術品を飾った。展示された美術品は大プリニウスが『博物誌』に列挙しており、さながら美術館のようだったと見られる。

## 建築
カンピドリオの丘の麓にあり、タブラリウムに隣接していたため敷地が限られており、建築にもそれが影響している。古代ローマの神殿は方形ならば奥行きの方が幅より大きいのが一般的だが、この神殿は幅が45メートルで奥行きが24メートルであり、ポルチコもそれに合わせて横幅が広く奥行きが狭い。内陣の壁には連続した台座からコリント式円柱が並んで突き出しており、柱と柱の間の凹部が壁龕になっていた。柱の柱頭には渦巻き飾りの代わりに飛び跳ねている雄羊が彫刻されていた。今は基礎部分しか残っておらず、一部はカンピドリオに登って行く道路で覆われている。
コンコルディアの主神殿としてローマ帝国各地にこの神殿を模したコンコルディアの神殿が建設されたと見られており、2002年メリダ（スペイン）での発掘でその神殿と思われる遺跡が見つかっている。